# Еней Тактик
Еней Тактик (на старогръцки: Αἰνείας ὁ Τακτικός; на латински: Aeneas Tacticus; Aineias Taktikos) е древногръцки стратег и военен писател през първата половина на 4 век пр.н.е. 
Вероятно е идентичен с аркадския генерал Еней от Стимфалос, който през 367 пр.н.е. за кратко освобождава гръцкия полис Сикион от господството на тирана Евфрон. Той е смятан за най-ранния европейски научен военен писател.
Единствената му запазена книга е Περὶ τοῦ πῶς χρὴ, в която пише за: 
- Παρασκευαστικὴ βίβλος
- Ποριστικὴ βίβλος
- ἐπιβουλῶν βίβλος
- Ἀκούσματα
- Pολιορκία poliorkiak